# Ficus quercetorum
Ficus quercetorum är en mullbärsväxtart som beskrevs av Edred John Henry Corner. Ficus quercetorum ingår i släktet fikonsläktet, och familjen mullbärsväxter. Inga underarter finns listade i Catalogue of Life.